# Ранъэйсай Асикуни
Ранъэйсай Асикуни (яп. 蘭英斎 芦国, 1775—1820) — японский художник, один из ведущих мастеров укиё-э в Осаке в первой четверти XIX века.

## Биография и творчество
Настоящая фамилия художника — Асаяма (浅山), он был также известен под именем Нуноя Тюдзабуро (布屋忠三郎) и рядом псевдонимов (Кёгадо, Сэйёсай, Рансай, Росю). Его учителем был Суга Ранринсай. В начале своего творчества Ранъэйсай Асикуни стал известен как иллюстратор к книгам, изображающим актёров (якуся эхон). Благодаря Ранъэйсаю этот жанр стал моден в Осаке. Об этом свидетельствуют последующие совместные работы с такими мастерами, как Тоёкава Ёсикуни и Сюнкосай Хокуэй, изготовленные под его руководством. Типичными для Ранъэйсая и его учеников стали гравюры-полиптихи из 8-10 частей.
В 1810-е годы Ранъэйсай Асикуни стал работать и со станковой гравюрой. В них он использовал нестандартный узкий вертикальный формат (33*22 см), использовавшийся им ранее в книгах. В таком формате выполнены его портреты актёров Араси Кицусабуро II и Асао Кудзаэмона I. С 1816 года Ранъэйсай перешёл к стандартному формату (37-25 см).